# Rodolfo Varela
Rodolfo Enrique Varela Herrera (Santiago de Chile, 30 de julio de 1950-La Serena, 17 de julio de 2025), fue un locutor radial, director artístico,  productor de programas, promotor cultural, publicista de oficio y empresario, uno de los principales gestores de los concursos y programas radiales dedicados a las dueñas de casa en los años '60 y '70 en su país.
A comienzos de su carrera condujo el espacio radial Dominó Musical,  donde ingresó a Radio Corporación. La mayor parte de su trabajo como publicista fueron los concursos radiales como La Gallina de los Huevos de Oro de Radio Portales, de 1967 a 1969 desarrollando el concurso la Visita Millonaria de Watt's en Radio Agricultura de Santiago.
La gallina de los huevos de oro fue un concurso radial chileno, transmitido entre 1967 y 1972 por Rádio Portales. Su presentador y creador fue Rodolfo Enrique Varela Herrera, (también conocido como Rodolfo Varela)
Entre las personalidades que presentaron el programa estuvieron Edmundo Soto y Ringo Marchán.
En esta década, Rádio Portales rápidamente se convirtió en una de las emisoras más escuchadas del país con una variada programación que incluía radioteatros como Lo que narra el Viento y El Espejito y, entre otros, la popular Bandita de Firulete con Jorge Romero, así como importantes concursos de música radial como La Gallina de los Huevos de Oro, del locutor y publicista Rodolfo Varela Herrera.
Concurso La Visita Millonaria Watt"s en Rádio Agricultura de Santiago. Emitido entre 1969 y 1972. Su presentador y creador fue Rodolfo Enrique Varela Herrera.
Entre las personalidades que presentaron el programa estuvo Edmundo Soto.
En esta década, Rádio Agricultora rápidamente se convirtió en una de las emisoras más escuchadas del país,Director Artístico Enrique Maluenda en 1970, Es contratado como director artístico de Rádio Agricultura.
Años más tarde fue enviado por Radio Corporación de Santiago como director de Radio Diego de Almeida de Pueblo Hundido, provincia de Atacama que pertenecía a la red de emisoras donde trabajó por casi dos años de 1971 a 1972 desempeñando una gran labor.
En el año 1970 fue nombrado director de la radio el Sr. Rodolfo Varela locutor de Radio Corporación de Santiago. En esta primera radio Almeyda nos acordamos de los profesionales Arturo Mieres Garvizzo, Luis Morales Sarmiento como locutores y Segundo Páez Cuello como controlador. Gerente el Sr. Florencio Varga Contador el Sr. Calixto Ruiz. Locutor Sr. Carlos Zuleta contratado por el director Rodolfo Varela. Locutor Sr. Eric Zerriz. Locutor Sr. Erasmo Gallegiyo. Radio Control Pedro Cortez ,Juan Puga y Eric Zerriz. Programas de Rodolfo Varela Domino Musical y El Mundo del Disco.El golpe de Estado de 1973 lo encontró en Radio Corporación junto a Erich Schnake, miembro del directorio de la emisora, el locutor Sergio Campos y el periodista Miguel Ángel San Martín, ocasión en que recibieron un llamado del presidente Salvador Allende informándoles de la situación. Tras el golpe de Estado, y debido a su filiación de izquierda, fue detenido en varias ocasiones, así como se desarrollaron varios allanamiento en su hogar, situaciones que motivaron que, en 1976, emigró junto a su familia a Brasil, donde desarrolló el resto de su carrera.